# Bengt Fabian Zöge von Manteuffel
Bengt Fabian Zöge von Manteuffel, född omkring 1670, död i juni 1737 på Hacksta i Össeby socken, Stockholms län, var en svensk militär. Han var farbror till Otto Jakob Zöge von Manteuffel.

## Biografi
Bengt Fabian Zöge von Mantueffel var son till överstelöjtnant Otto Zöge von Manteuffel och friherrinnan Sofia von Ratschin. Han blev officer 1685, kapten vid Hastfehrs svenska regemente i Nederländerna 1693 och major vid Schlippenbachs dragonregemente 1700. Zöge von Manteuffel blev 1703 överste och var 1703–1721 chef för Finska (Karelska) lantdragonskvadronen. Han följde 1709 Karl XII till Bender, blev generalmajor 1713 och fången vid Stralsunds kapitulation 1715. Zöge von Manteuffel frisläpptes 1717 och erhöll avsked 1721.